# Lacul Taupo
Lacul Taupo este un lac situat în Insula de Nord, Noua Zeelandă, în caldeira Vulcanului Taupo. Suprafața acestuia este de circa 616 km², ceea ce îl face lacul cu suprafața cea mai mare din Noua Zeelandă.